# Amphineurus (Amphineurus) monteithi
Amphineurus (Amphineurus) monteithi is een tweevleugelige uit de familie steltmuggen (Limoniidae). De soort komt voor in het Australaziatisch gebied.